# Лоуэр-Оксфорд
Лоуэр-Оксфорд (англ. Lower Oxford Township, Chester County, Pennsylvania, с англ. — «Нижний Оксфорд») — тауншип в округе Честер (штат Пенсильвания, США). По данным переписи населения 2020 года население Лоуэр-Оксфорда составляло 5420 человек. Исторически чёрный университет Линкольна находится в тауншипе Лоуэр-Оксфорд.

## История
В 1754 году тауншип Оксфорд (первоначально известный как Худс) был основан после раздела тауншипа Лондондерри, названного в честь Лондондерри, расположенного в Северной Ирландии, и заселённого ирландскими (в основном шотландско-ирландскими) поселенцами, прибывшими в Пенсильванию. Новый тауншип был назван в честь английского города Оксфорд. Первое здание тауншипа Лоуэр-Оксфорд находилось в однокомнатном здании школы Джексона.
Часть тауншипа изначально была спорной территорией между Пенсильванией и Мэрилендом, что в итоге было решено линией Мейсона-Диксона в 1763—1767 годах. Затем в 1797 году Оксфорд был разделен на Верхний (англ. Upper) и Нижний (англ. Lower) Оксфорд. Тауншип Лоуэр-Оксфорд стал точкой зарождения и катализатором большого шотландско-ирландского поселения и экспансии в округ Честер и западные районы Пенсильвании. Одна треть тауншипа входила в северную часть поместья Саскуэханна, позже известного как Нью-Коннаут, крупного поселенческого района, основанного Мэрилендом и названного в честь западной провинции Коннахт в Ирландии, которая привлекала ирландцев в этот район. Худс-Кроссинг был частью Нижнего Оксфорда и местом остановки путешественников, дилижансы из Филадельфии и Балтимора проезжали через него три раза в неделю. В 1805 году в местной таверне было открыто почтовое отделение для обслуживания тауншипа Нижний Оксфорд.
В 2000-х годах здесь насчитывалось 84 фермы, 39 из которых принадлежали амишам. В ноябре 2004 года жители проголосовали за введение подоходного налога в размере 0,5 %, который используется для развития тауншипа. В рамках программы «Открытое пространство» в партнёрстве с округом Честер тауншипу Лоуэр-Оксфорд удалось приобрести сельскохозяйственные сервитуты на 913 акров земли. До программы «Открытое пространство» было защищено от строительства 1360 акров земли. В общей сложности получилось 2273 акра земли (около 920 га), которая не будет застроена в тауншипе Лоуэр-Оксфорд. Приблизительно 5527 акров (около 2237 га) земли Лоуэр-Оксфорда включены в программу «Сельскохозяйственная безопасность».
Помимо сельского хозяйства, в тауншипе есть несколько коммерческих учреждений и предприятий, в том числе: парикмахерская, столярные мастерские, автомастерская, фермерский рынок, мебельный магазин, автозаправочные станции, зернохранилище, теплицы, банк и швейцарская шоколадная фабрика. В городе есть парк, лагерь девочек-скаутов, мини-гольф и общественное поле для гольфа.
Университет Линкольна, основанный в 1854 году, был одним из первых высших учебных заведений для афроамериканцев в США. Он расположен в восточной части тауншипа Лоуэр-Оксфорд. Новое здание университета было построено в 1999 году по адресу: 220 Тауншип-Роуд, Оксфорд. Многие студенты приезжают сюда со всего мира, чтобы получить профессию в сфере бизнеса, образования, права и медицины. Среди известных выпускников университета: Лэнгстон Хьюз, Тэргуд Маршалл и Хилдрус Пойндекстер.
Совет управляющих тауншипа Лоуэр-Оксфорд проводил свои заседания в доме секретаря до 1973 года, когда они приобрели однокомнатное здание школы Джексона. В 1999 году было построено новое здание муниципалитета. В новом здании находятся четыре офиса, обеденный зал, зал заседаний и гараж. В состав Совета управляющих тауншипа Нижний Оксфорд входят три выборных члена. Комиссия по планированию состоит из семи назначенных членов. Как назначенные, так и избранные члены совета работают вместе, чтобы способствовать развитию сельского хозяйства, концентрации предприятий в коммерческом районе и сохранению сельскохозяйственных угодий тауншипа Лоуэр-Оксфорд.
Исторический район Хоупуэлл в тауншипе Лоуэр-Оксфорд и Крытый мост Пайн-Гроув включены в Национальный реестр исторических мест.

## География
По данным Бюро переписи населения США, общая площадь тауншипа составляет 47,59 км2, из которых 46,5 км2 — суша и 0,99 км2, или 1,83 % — вода.
В Нижнем Оксфорде насчитывается 59 миль дорог, включая трассы US 1 и Пенсильванскую трассу 10, которые проходят через тауншип.
В Лоуэр-Оксфорд расположено несколько деревень и статистически обособленных местностей: Хоупуэлл, Маунт-Вернон, Линкольн-Юниверсити, Твидейл, Хейсвилл, Скрогги, Крим, Ридвилл и Пайн-Гроув.

## Демография
| Год переписи | Нас. |  | %±    |
| ------------ | ---- |  | ----- |
| 1930         | 1127 |  | —     |
| 1940         | 1186 |  | 5,2%  |
| 1950         | 1657 |  | 39,7% |
| 1960         | 2007 |  | 21,1% |
| 1970         | 2804 |  | 39,7% |
| 1980         | 2836 |  | 1,1%  |
| 1990         | 3264 |  | 15,1% |
| 2000         | 4319 |  | 32,3% |
| 2010         | 5200 |  | 20,4% |
| 2020         | 5420 |  | 4,2%  |
| 1930–2020    |      |  |       |

По данным переписи населения 2010 года, в тауншипе Лоуэр-Оксфорд проживало 53,1 % не испаноязычных белых, 35,1 % афроамериканцев, 0,3 % коренных американцев, 0,3 % азиатов, 0,1 % коренных гавайцев или других жителей тихоокеанских островов и 2,3 % представителей двух или более рас. 10,6 % населения имели латиноамериканское происхождение.
По данным переписи населения 2000 года, в тауншипе проживало 4319 человек, насчитывалось 986 домохозяйств и 799 семей. Плотность населения составляла 91,6 чел/км2. Имелось 1018 единиц жилья при средней плотности 21,6/км2. Расовый состав тауншипа состоял из 61,31 % белых, 34,50 % афроамериканцев, 0,05 % коренных американцев, 0,25 % азиатов, 2,92 % представителей других рас и 0,97 % представителей двух или более рас. Латиноамериканцы составляли 6,53 % населения.
В городе насчитывалось 986 домохозяйств, из которых в 41,3 % проживали дети в возрасте до 18 лет, 68,9 % составляли супружеские пары, 7,1 % — незамужние женщины, и 18,9 % — несемейные домохозяйства. 15,0 % всех домохозяйств состояли из отдельных лиц, а в 7,6 % проживал один человек в возрасте 65 лет и старше. Средний размер домохозяйства составлял 3,04, а средний размер семьи — 3,37.
Население в тауншипе распределено по возрасту: 22,3 % моложе 18 лет, 34,1 % от 18 до 24 лет, 21,5 % от 25 до 44 лет, 14,6 % от 45 до 64 лет и 7,5 % в возрасте 65 лет и старше. Медианный возраст составил 22 года. На каждые 100 женщин приходилось 92,9 мужчин. На каждые 100 женщин в возрасте 18 лет и старше приходилось 88,5 мужчин.
Медианный доход домохозяйства в поселке составлял $49 766, а медианный доход семьи — $51 809. Средний доход мужчин составил $39 205, а женщин — $25 521. Доход на душу населения в тауншипе составлял $15 475. Около 6,3 % семей и 10,4 % населения находились за чертой бедности, включая 12,5 % лиц моложе 18 лет и 7,6 % лиц в возрасте 65 лет и старше.